# Peter Kelamis
Peter Kelamis (Sydney, 18 luglio 1967) è un attore e cabarettista canadese, noto anche nel mondo del doppiaggio.

## Biografia
Kelamis è nato a Sydney, Australia, da genitori di origini greche. Nel 1985 si laurea presso la University of British Columbia e, il 3 luglio 2004 si sposa con l'attrice canadese Alannah Stewartt.
Nel corso della sua carriera è comparso in varie serie televisive quali: Eureka, Oltre i limiti, I viaggiatori, Stargate Universe, Sentinel, NCIS e X-files. Oltre che in film come Un tipo imprevedibile, I'll Be Home for Christmas e Campioni di razza
Come doppiatore è subentrato a Ian James Corlett come voce di Goku nel doppiaggio originale di Dragon Ball Z e nei film d'animazione La vendetta divina, Il più forte del mondo e La grande battaglia per il destino del mondo. Inoltre è la voce di Ralf in Ed, Edd & Eddy, di Whiplash in Iron Man: Armored Adventures e di Fitz in Roswell Conspiracies.

## Filmografia parziale

### Televisione
- X-Files (The X-Files) - serie TV, episodio 1x15 (1994)
- Il mistero dei capelli scomparsi (Killer Hair), regia di Jerry Ciccoritti – film TV (2009)

## Doppiatori italiani
Nelle versioni in italiano delle opere in cui ha recitato, Peter Kelamis è stato doppiato da:
- Enrico Pallini in X-Files (ep. 1x15)
- Maurizio Reti in X-Files (ep. 4x20)
- Giuliano Santi in X-Files (ep. 5x16)
- Gaetano Varcasia in NCIS - Unità anticrimine
- Edoardo Stoppacciaro in Psych (ep. 2x03)
- Fabrizio Dolce in Psych (ep. 8x03)
- Stefano Thermes in Fringe
- Stefano Miceli in The Killing
- Stefano Alessandroni in iZombie
- Stefano Brusa in Van Helsing
- Dario Oppido ne L'uomo nell'alto castello
- Sergio Lucchetti in Riverdale

Da doppiatore è stato sostituito da:
- Riccardo Lombardo in Transformers: Beast Machines
- Maurizio Fiorentini in Ed, Edd & Eddy